# マルコス・ホジェリオ・デ・リマ
マルコス・ホジェリオ・デ・リマ（Marcos Rogério de Lima、1985年5月25日 - ）は、ブラジルの男性総合格闘家。サンパウロ州リベイラン・ピレス出身。アメリカン・トップチーム/011MMAチーム所属。

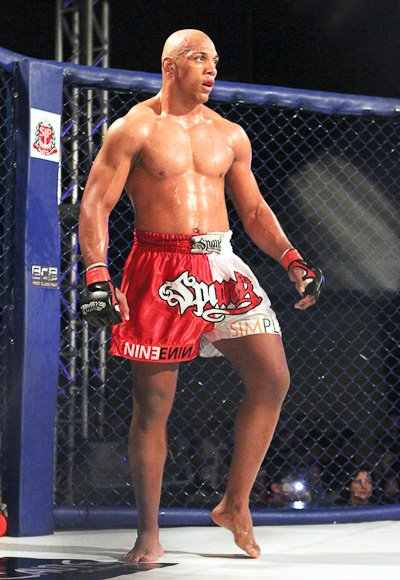
UFC参戦前のデ・リマ

## 来歴

### The Ultimate Fighter
2014年3月、リアリティ番組「The Ultimate Fighter」のBrazil 3に参加し、チェール・ソネン率いるチーム・ソネンに所属。ヘビー級トーナメント1回戦でジョリーソン・フランシスコと対戦し、3-0の判定勝ち。続く準決勝でアントニオ・カルロス・ジュニオールと対戦し、リアネイキドチョークで1R一本負け。

### UFC
2014年5月31日、UFC初出場となったUFC Fight Night: Miocic vs. Maldonadoでリチャードソン・モレイラと対戦し、右ストレートでダウンを奪いパウンドで開始20秒のKO勝ち。
2017年4月22日、UFC Fight Night: Swanson vs. Lobovでライトヘビー級ランキング8位のオヴィンス・サンプルーと対戦し、ヴォンフルーチョークで2R一本負け。
2018年4月23日、米国アンチドーピング機関（USADA）が、薬物検査でリマから利尿薬のヒドロクロロチアジドとアナストロゾールの陽性反応が検出されたことを発表。アンチ・ドーピング規則違反のあったリマ、ジュニオール・ドス・サントス、アントニオ・ホジェリオ・ノゲイラの3人がサプリメントを購入していたブラジルの調剤薬局から同じサプリメントを独自に入手して分析した結果、ヒドロクロロチアジドやアナストロゾールなど複数の禁止薬物に汚染された汚染サプリメントであったことを確認し、これにより陽性反応の検出が汚染サプリメントによるものと認められた3人は、出場停止期間が短縮され6カ月間の出場停止処分を受けた。
2020年11月7日、UFC on ESPN: Santos vs. Teixeiraでアレクサンドル・ロマノフと対戦し、UFC史上初となるフォーアームチョークで1R一本負け。
2022年5月7日、UFC 274でヘビー級ランキング15位のブラゴイ・イワノフと対戦し、僅差で0-3の判定負け。
2022年10月29日、UFC Fight Night: Kattar vs. Allenで元UFC世界ヘビー級王者アンドレイ・アルロフスキーと対戦し、リアネイキドチョークで1R一本勝ち。
2023年7月29日、UFC 291でヘビー級ランキング10位のデリック・ルイスと対戦し、試合開始早々に左飛び膝蹴りでダウンを奪われパウンドで33秒のTKO負け。
2025年3月7日、ドーピング検査で陽性となり1年間の出場停止。
3月17日にUFCをリリースされた。

## 戦績

### 総合格闘技
| 総合格闘技 戦績 | 総合格闘技 戦績 | 総合格闘技 戦績 | 総合格闘技 戦績 | 総合格闘技 戦績 | 総合格闘技 戦績 | 総合格闘技 戦績 |
| --------------- | --------------- | --------------- | --------------- | --------------- | --------------- | --------------- |
| 32 試合         | (T)KO           | 一本            | 判定            | その他          | 引き分け        | 無効試合        |
| 22 勝           | 15              | 3               | 4               | 0               | 1               | 0               |
| 9 敗            | 2               | 5               | 2               | 0               | 1               | 0               |

| 勝敗 | 対戦相手                         | 試合結果                               | 大会名                                                        | 開催年月日     |
| ○    | ジュニア・タファ                 | 2R 1:14 TKO（右カーフキック→パウンド） | UFC 298: Volkanovski vs. Topuria                              | 2024年2月17日  |
| ×    | デリック・ルイス                 | 1R 0:33 TKO（左飛び膝蹴り→パウンド）   | UFC 291: Poirier vs. Gaethje 2                                | 2023年7月29日  |
| ○    | ワルド・コルテス＝アコスタ       | 5分3R終了 判定3-0                      | UFC on ESPN 45: Song vs. Simón                                | 2023年4月29日  |
| ○    | アンドレイ・アルロフスキー       | 1R 1:50 リアネイキドチョーク           | UFC Fight Night: Kattar vs. Allen                             | 2022年10月29日 |
| ×    | ブラゴイ・イワノフ               | 5分3R終了 判定0-3                      | UFC 274: Oliveira vs. Gaethje                                 | 2022年5月7日   |
| ○    | ベン・ロズウェル                 | 1R 0:32 TKO（スタンドパンチ連打）      | UFC Fight Night: Holloway vs. Rodríguez                       | 2021年11月13日 |
| ○    | モーリス・グリーン               | 5分3R終了 判定3-0                      | UFC on ESPN 24: Rodriguez vs. Waterson                        | 2021年5月8日   |
| ×    | アレクサンドル・ロマノフ         | 1R 4:48 フォーアームチョーク           | UFC on ESPN 17: Santos vs. Teixeira                           | 2020年11月7日  |
| ○    | ベン・ソソリ                     | 1R 1:28 TKO（右フック→パウンド）       | UFC Fight Night: Felder vs. Hooker                            | 2020年2月23日  |
| ×    | ステファン・ストルーフェ         | 2R 2:21 肩固め                         | UFC Fight Night: Błachowicz vs. Santos                        | 2019年2月23日  |
| ○    | アダム・ウィチョレク             | 5分3R終了 判定3-0                      | UFC 230: Cormier vs. Lewis                                    | 2018年11月3日  |
| ×    | オヴィンス・サンプルー           | 2R 2:11 ヴォンフルーチョーク           | UFC Fight Night: Swanson vs. Lobov                            | 2017年4月22日  |
| ○    | ジェレミー・キンボール           | 1R 2:27 TKO（右フック→パウンド）       | UFC on FOX 23                                                 | 2017年1月28日  |
| ×    | ガジムラド・アンティグロフ       | 1R 1:07 ギロチンチョーク               | UFC Fight Night: Bader vs. Nogueira 2                         | 2016年11月19日 |
| ○    | クリント・へスター               | 1R 4:35 肩固め                         | UFC 197: Jones vs. Saint Preux                                | 2016年4月23日  |
| ×    | ニキータ・クリーロフ             | 1R 2:29 リアネイキドチョーク           | UFC Fight Night: Holloway vs. Oliveira                        | 2015年8月23日  |
| ○    | イゴール・ポクラヤッチ           | 1R 1:59 TKO（スタンドパンチ連打）      | UFC Fight Night: Machida vs. Dollaway                         | 2014年12月20日 |
| ○    | リチャードソン・モレイラ         | 1R 0:20 KO（右ストレート→パウンド）    | UFC Fight Night: Miocic vs. Maldonado                         | 2014年5月31日  |
| △    | ベン・ライター                   | 5分3R終了 判定0-0                      | Inka FC 22                                                    | 2013年8月29日  |
| ○    | アントニオ・サレス・ジュニオール | 1R 3:46 TKO（パンチ連打）              | Fair Fight: MMA Edition                                       | 2012年12月16日 |
| ○    | ヴァウテル・ルイス・ダ・シウバ   | 1R 4:20 TKO（パンチ連打）              | Max Sport 3.1                                                 | 2012年11月10日 |
| ○    | ファビアーノ・アダムス           | 1R 3:33 肩固め                         | Shooto Brazil 31                                              | 2012年6月29日  |
| ×    | カルロス・エドゥアルド           | 2R 0:17 KO（パンチ）                   | Shooto Brazil 31 【修斗南米大陸ライトヘビー級タイトルマッチ】 | 2012年4月26日  |
| ×    | マイク・カイル                   | 5分3R終了 判定0-3                      | Strikeforce: Barnett vs. Kharitonov                           | 2011年9月10日  |
| ○    | パウロ・フィリオ                 | 5分3R終了 判定3-0                      | First Class Fight 5                                           | 2010年10月23日 |
| ○    | ダニエル・ヴィレガス             | TKO（パンチ連打）                      | MFC 4: Chile vs. The World                                    | 2010年9月4日   |
| ○    | レオナルド・ルシオ・ナシメント   | 2R TKO（パンチ連打）                   | First Class Fight 4                                           | 2010年6月30日  |
| ○    | ネウソン・マルチンス             | 2R 0:48 ギブアップ（パンチ連打）       | Nitrix Champion Fight 5                                       | 2010年5月15日  |
| ○    | ハファエル・ナバス               | 1R 3:49 TKO（パンチ連打）              | Full Fight 2                                                  | 2009年10月24日 |
| ○    | シウヴェリオ・ブエノ             | 1R 0:39 KO（パンチ）                   | Ares Chaos MMA                                                | 2009年10月17日 |
| ○    | アントニオ・コンセイソン         | 1R 1:55 KO（パンチ）                   | Renegade Fight Championship 3                                 | 2009年9月19日  |
| ○    | アムーリ・ガムス                 | 1R TKO（パンチ連打）                   | Renegade Fight Championship 1                                 | 2009年3月14日  |